# Objezierze (województwo zachodniopomorskie)
Objezierze (niem. Hitzdorf) – wieś sołecka w Polsce położona w województwie zachodniopomorskim, w powiecie choszczeńskim, w gminie Krzęcin. W latach 1975–1998 miejscowość administracyjnie należała do województwa gorzowskiego. W roku 2007 wieś liczyła 372 mieszkańców. 

## Geografia
Wieś leży ok. 5 km na wschód od Krzęcina, nad jeziorem Bukowym, 300 m na wschód od jeziora Objezierze.

## Zabytki
Do wojewódzkiego rejestru zabytków wpisany jest:
- kościół ewangelicki, obecnie pw. św. Józefa Oblubieńca NMP z lat 1852-1853 r., przebudowany w 1864 r. Kościół filialny, rzymskokatolicki należący do parafii pw. Najświętszego Serca Pana Jazusa w Chłopowie, dekanatu Choszczno, archidiecezji szczecińsko-kamieńskiej, metropolii szczecińsko-kamieńskiej.

## Kultura i sport
We wsi znajduje się filia Gminnego Centrum Kultury w Krzęcinie.